# Erden Kıral
Erden Kıral, né le 10 avril 1942 à Gölcük et mort le 17 juillet 2022, est un réalisateur turc.

## Filmographie partielle
- 1979 : Kanal (tr)
- 1980 : Bereketli topraklar üzerinde
- 1983 : Eine Saison in Hakkari
- 1984 : Der Spiegel
- 1986 : Dilan (tr)
- 1988 : Av Zamani
- 1993 : Mavi Sürgün (tr)
- 2005 : Yolda - Rüzgar geri getirirse